# Bronisław Żongołłowicz

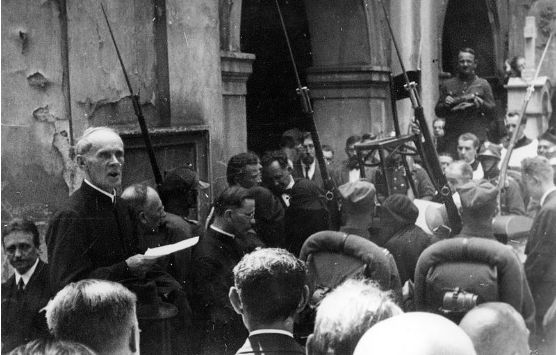
Ks. Bronisław Żongołłowicz na pogrzebie ministra wyznań religijnych i oświecenia publicznego Sławomira Czerwińskiego

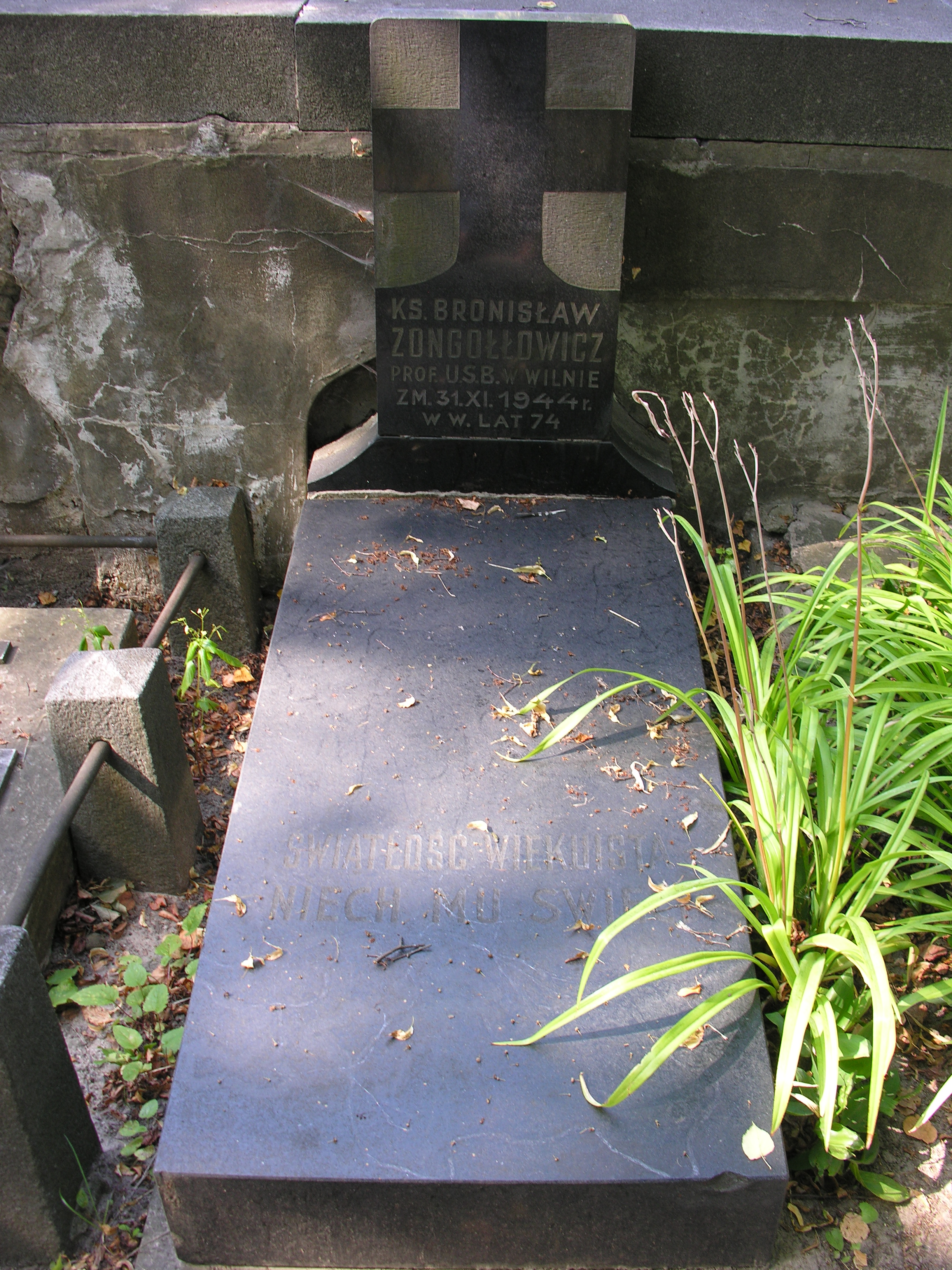
Grób Bronisława Żongołłowicza na wileńskim cmentarzu Na Rossie

Bronisław Żongołłowicz (ur. 29 lutego 1870 w Datnowie, zm. 30 września 1944 w Wilnie) – polski ksiądz katolicki, od 1919 profesor prawa kanonicznego Uniwersytetu Stefana Batorego w Wilnie, od 1930 do 1936 wiceminister wyznań religijnych i oświecenia publicznego, poseł na Sejm III kadencji w II RP.

## Życiorys
W 1887 ukończył gimnazjum w Szawlach, później studiował teologię na Akademii Duchownej w Petersburgu. Po zakończeniu edukacji pracował jako profesor w kowieńskim seminarium duchownym. W 1917 obronił doktorat z prawa kanonicznego. W latach 1918–1919 wykładał na KUL, później związał się z Uniwersytetem Stefana Batorego, gdzie pełnił funkcję dziekana (1919–1923) i prorektora (1920–1922). Wykładał również prawo kanoniczne na Uniwersytecie Poznańskim.
W 1930 został wybrany posłem na Sejm III kadencji z list BBWR w okręgu Lida. Od czerwca 1930 do kwietnia 1936 sprawował urząd wiceministra wyznań religijnych i oświecenia publicznego. Pochowany na cmentarzu Na Rossie.

## Ordery i odznaczenia
- Krzyż Komandorski Orderu Odrodzenia Polski (22 października 1929)[2][3]